# Уго Корреа
Уго Корреа Маркес (Купепто, 24 травня 1926 — Сантьяго, 23 березня 2008) — чилійський журналіст — фантаст і письменник.
Народився в Курепто, селянському містечку у внутрішніх районах Тальки.
Визнання Рея Бредбері дозволило йому побачити його твори в перекладі англійською, французькою, німецькою, португальською та шведською мовами; а також публікації в двох класичних журналах: Фентезі & Сайнс фікшн і Nueva Dimensión.
У Чилі він був колумністом для газет El Mercurio, La Tercera та журналу Ercilla. Він також був президентом культурних комітетів Чилійсько-Північноамериканського інституту.
Проте в Чилі його творчість ніколи не була визнана офіційною культурою, незважаючи на те, що він був єдиним латиноамериканцем, цитованим в Енциклопедії наукової фантастики.

## Біографія
Він народився 24 травня 1926 року в Курепто. Він розпочав навчання в Ліцеї Куріко, а пізніше продовжив його в Національній школі-інтернаті Баррос Арана. Пізніше протягом двох років він вивчав право в Університеті Чилі, поки не вирішив присвятити себе літературі та журналістиці, діяльність, яку він почав як співробітник газети «El Mercurio» в 1947 році. Пізніше він був редактором газети «La Nación» і колумністом в журналах Ercilla і Paula.
Його перший роман Всевишній був опублікований у 1951 році, перевиданий і розширений у 1959 році, отримавши премію Alerce того ж року. У 1960 році він отримав премію на національному конкурсі оповідань газети El Sur за роботу Хтось живе на вітрі.
Наприкінці 1960-х років він брав участь у Програмі письменників Університету Айови в США. Там свою творчість представив сам Рей Бредбері.
Він помер у 2008 році у віці 81 року.

## Твори
Його науково-фантастичні твори передували визнаним класикам, таким як «Світ-кільце» Ларрі Нівена чи «Соляріс» Станіслава Лема.
У них можна знайти історії про позаземних істот, непізнані літаючі об'єкти, демонічні сили, інші світи, передові технології того часу, серед іншого.